# Karl Lueger
Karl Lueger [luˈeːɡɐ] (* 24. Oktober 1844 in Wieden, heute Teil von Wien; † 10. März 1910 in Wien) war ein österreichischer Politiker, Gründer der Christlichsozialen Partei (CS) und von 1897 bis 1910 Wiener Bürgermeister. Als Bürgermeister war er bedeutend für die Entwicklung Wiens zu einer modernen Großstadt. Seine Rolle wurde allerdings durch den von ihm aufgebauten und geförderten Kult um seine Person überhöht. Lueger war bekennender Antisemit und trieb den politischen Antisemitismus entscheidend voran.

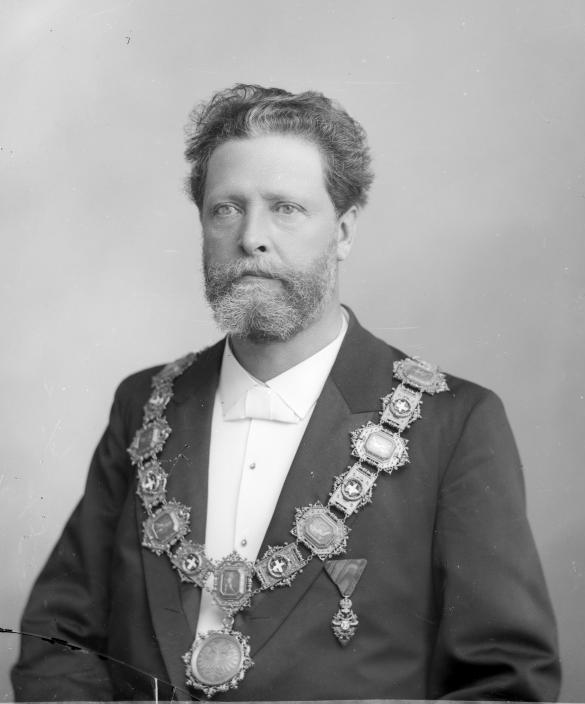
Karl Lueger mit Bürgermeisterkette (1897)

## Leben vor der Politik
Karl Lueger wurde auf der Wieden als Sohn des aus Neustadtl an der Donau stammenden Leopold Lueger und der Wienerin Juliana Schuhmayer geboren. Sein Geburtshaus ist das heutige Hauptgebäude der Technischen Universität, damals das k.k. Polytechnische Institut, am Wiener Karlsplatz, wo Luegers Vater als Saaldiener arbeitete. Lueger wurde in der Karlskirche nach dem Namenspatron derselben, Karl Borromäus, getauft. Er besuchte zunächst die Traubenschule in der Margaretenstraße und anschließend, mit einem Stipendium, als Externer die Theresianische Ritterakademie, das heutige Theresianum, wo er 1862 maturierte. Im gleichen Jahr nahm er ein Studium der Rechtswissenschaften an der Universität Wien auf und wurde 1870 zum Dr. iur. utr. promoviert. Er war Mitglied der katholischen Studentenverbindung KaV Norica Wien im CV. Ab 1869 arbeitete Lueger als Konzipient. 1874 legte er die Rechtsanwaltsprüfung ab und eröffnete im März desselben Jahres seine eigene Kanzlei in der Postgasse.

## Politische Laufbahn

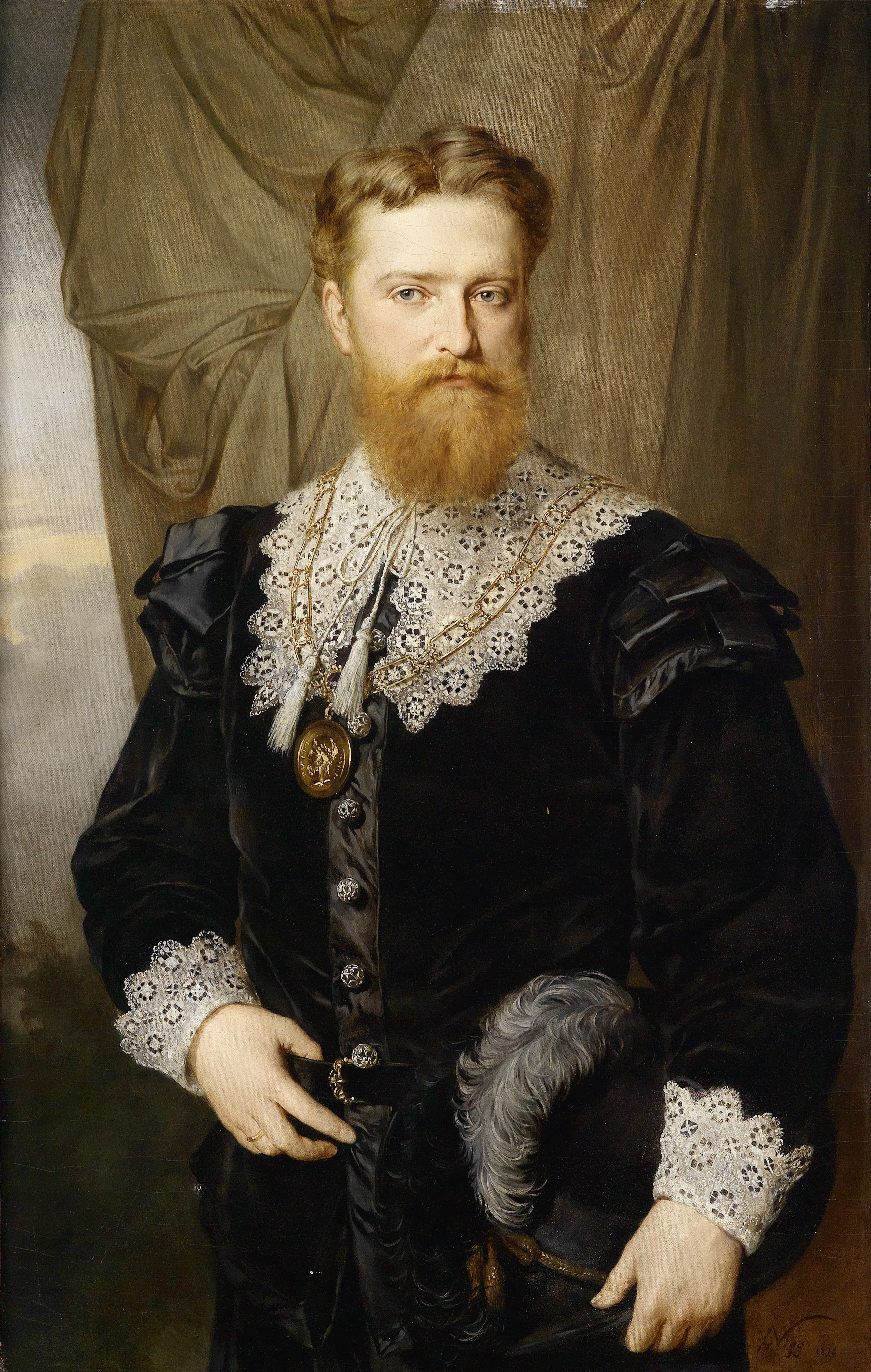
Karl Lueger in historischem Kostüm mit Gnadenmedaille (Gemälde von Hermann Nigg, 1876)

### Vor dem Bürgermeisteramt
Karl Luegers politische Laufbahn begann 1872 mit seinem Eintritt in den Deutsch-Demokratischen Verein im Bezirk Landstraße. Dort lernte er seinen späteren Mentor, den Gemeinderat Ignaz Mandl, kennen. Der jüdische Arzt aus ungarischer Familie hatte sich mit seinem Einsatz für die Belange der sogenannten „kleinen Leute“ einen Namen gemacht und genoss große Popularität. Dabei waren Lueger und Mandel nur kurz im selben Klub tätig und traten noch 1872 gemeinsam aus dem Verein aus. Während Mandel mit der Eintracht einen demokratischen Gegenverein gründete, schloss sich Lueger dem liberalen Bürgerclub in der Landstraße an. Erst mit der späteren Hinwendung Luegers zum Antisemitismus endete die politische Allianz mit Mandl.
Im Frühjahr 1875 errang Lueger bei Nachwahlen zum Wiener Gemeinderat erstmals ein einjähriges Mandat. Im April 1876 gelang ihm die Wiederwahl. Er trat nach seiner Wahl zunächst der regierenden Mittelpartei bei, engagierte sich jedoch weiter mit Ignaz Mandel gegen den autokratischen Kurs des Bürgermeisters Cajetan Felder. Im Herbst 1876 legte Lueger im Streit mit der Partei sein Mandat zurück. Luegers Agitation gegen Bürgermeister Felder trug zu dessen Rücktritt im Juni 1878 bei. Felder charakterisierte Lueger wohl auch deshalb als „[zielbewussten] Bösewicht, wie er im Buche steht, der alles, was sich ihm nicht bedingungslos unterwirft, mit Gift, Feuer und Schwert zu vernichten bestrebt ist“.
1877 schlossen sich Lueger und Mandl in der Wirtschafts- und Fortschrittspartei, einer Abspaltung der Mittelpartei, wieder zusammen. Auf deren Liste wurde Lueger im März 1878 abermals in den Gemeinderat gewählt, dem er von da an bis zu seinem Tod durchgehend angehörte. Im August 1878 fusionierte die Wirtschafts- und Fortschrittspartei mit der Linken zur inhaltlich heterogenen Liste der Vereinigten Linken.  Diese führte Lueger von 1880 bis 1882 als Obmann im Gemeinderat an. 1882 schloss sich Lueger für einige Jahre dem Österreichischen Reformverein an. 1885 wurde Lueger für den Bezirk Margareten Wiens in den Reichsrat gewählt, dem er bis zu seinem Tod angehörte. Nach der Wahlrechtsreform 1907 kandidierte er jedoch im Bezirk Hietzing für den Reichsrat.
Mit der 1885 auf kommunaler Ebene in Wien umgesetzten Herabsetzung des Steuerzensus von zehn auf fünf Gulden, für die Lueger sich sehr eingesetzt hatte, erlangten breite Schichten des unteren Mittelstandes das Wahlrecht. Die verbreitete anti-industrielle, antikapitalistische und antisemitische Einstellung dieser Schicht wurde von dem begabten Demagogen Lueger bedient und verstärkt. Es war diese sehr gezielte Ausweitung des Wahlrechts, die strategisch hinter einem allgemeinen Männerwahlrecht zurückblieb, das die Grundlage für Luegers politischen Erfolge lieferte und „seine“ „Fünf-Gulden-Männer“ sprichwörtlich werden ließ.
Im April 1886 schlossen sich die im Wiener Gemeinderat vertretenen Antisemiten und Demokraten zu einem neuen Klub zusammen, den Demokratischen Linken, denen auch Lueger fortan angehörte. Aus diesen ging die Antisemitenliga (auch bekannt als Vereinigte Christen) hervor, in der sich Deutschnationale um Georg von Schönerer und christlichsozial Gesinnte in einer Wahlgemeinschaft für die Wiener Gemeinderatswahlen zusammenschlossen. Auffallend an dieser Bewegung war das starke Hervortreten des niederen Klerus. Dieser verband christlich-religiösen Antijudaismus mit modernem Antisemitismus. Die vorherrschende Überzeugung innerhalb dieser Kreise war, die brennenden sozialen Fragen der Zeit durch eine Lösung der „Judenfrage“ klären zu können. Eine Verbesserung der Lebenslage der Handwerker und Kleingewerbetreibenden war für sie nur durch eine antisemitische Gesetzgebung zu bewerkstelligen. Nach Schönerers Verurteilung 1888 war die weitere Zusammenarbeit nicht länger opportun und es kam zum definitiven Bruch zwischen Lueger und den Deutschnationalen, denen gegenüber er stets zumindest skeptisch eingestellt war.
Lueger bereitete mit Karl von Vogelsang, Aloys von Liechtenstein – die ihn beide politisch, insbesondere in seinem Antisemitismus, stark beeinflussten – und dem Theologen Franz Martin Schindler den 2. Österreichischen Katholikentag 1889 vor. Daraus entwickelten sich die „Enten-Abende“, benannt nach den regelmäßigen Diskussionsrunden im Hotel Zur Goldenen Ente in der Riemergasse 4 im 1. Bezirk. Aus diesem Zirkel ging wiederum 1893 die von Lueger gegründete österreichische Christlichsoziale Partei als moderne Massenpartei hervor, die nach Jahren wechselnder Parteitreue seine selbstgeschaffene politische Heimat wurde. Gestützt auf das durch Industrialisierung und Wanderungsbewegungen verunsicherte kleine und mittlere Bürgertum erlangte Lueger mit seiner antikapitalistischen, antiliberalen, antisemitischen und antimagyarischen Rhetorik breite Popularität.
Ab 1890 bis zu seinem Tod saß Lueger im Landtag von Niederösterreich. Von 1893 bis 1895 war er auch Stadtrat in Wien.

### Wahl zum Bürgermeister

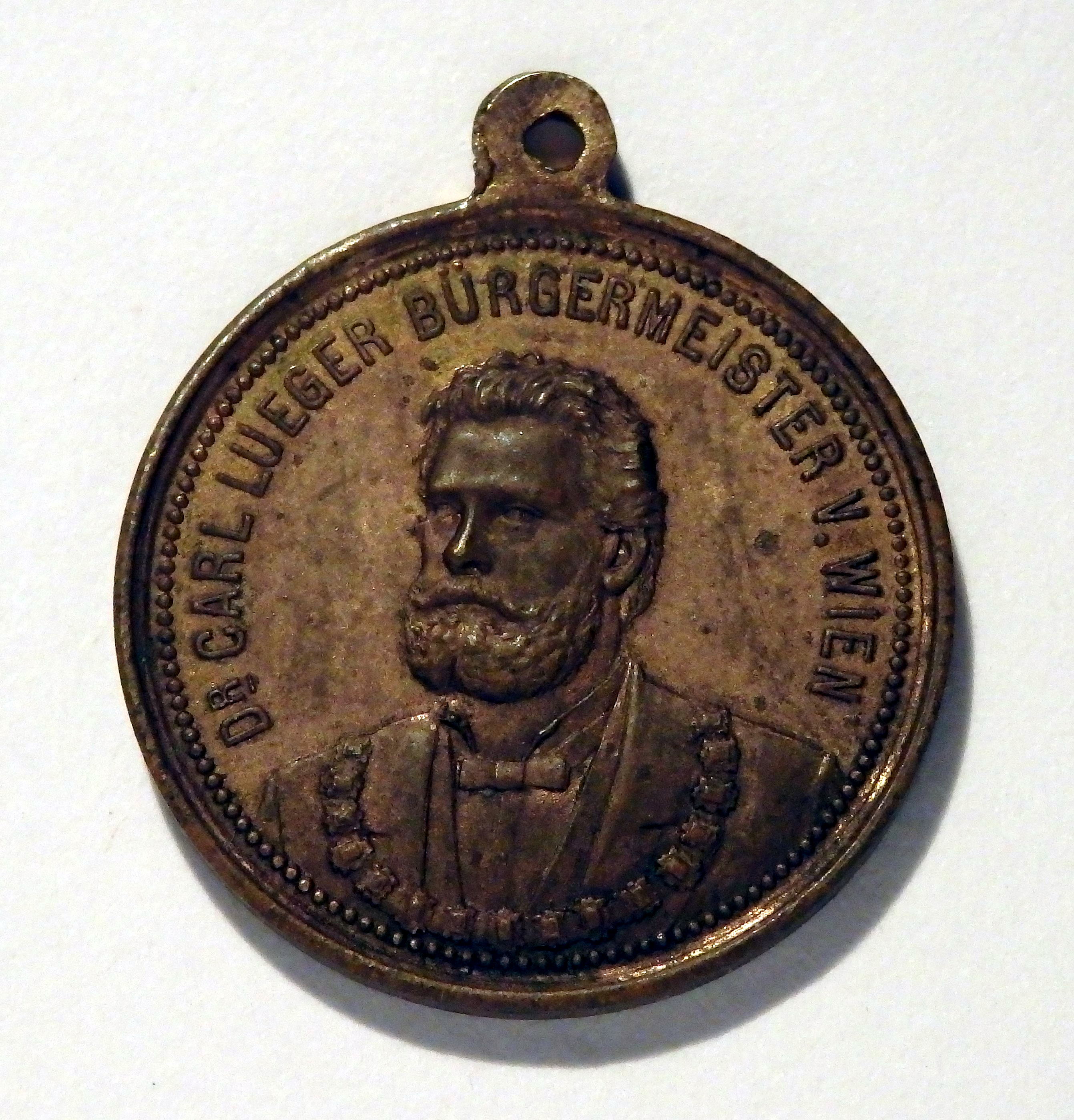
Anlässlich der Bestätigung Luegers durch Franz Joseph geprägte Medaille

1895 wurde Lueger zunächst Vizebürgermeister der Stadt Wien unter Bürgermeister Raimund Grübl und später, als Grübl sein Amt niederlegte, dessen Nachfolger. Lueger hatte hierzu schon am 29. Mai die nötige Mehrheit (70 Stimmen), lehnte die Wahl aber ab. Der Gemeinderat wurde aufgelöst, womit auch Luegers Ratsmandat erlosch. Nach einer agitativen Kampagne wurde Lueger aber wieder in den Rat und am 29. Oktober mit nunmehr 93 Stimmen auch zum Bürgermeister Wiens gewählt. Kaiser Franz Joseph, der die Gleichberechtigung aller Bürger unter einem Bürgermeister Lueger nicht gewährleistet sah, verweigerte ihm wegen seines Radau-Antisemitismus die erforderliche Bestätigung.
Der Rat stimmte am 13. November erneut mit deutlicher Mehrheit für Lueger. Der Kaiser blieb jedoch bei seiner Ablehnung, und zwar auch, als nach erneuter Auflösung des Rates Lueger am 18. April 1896 ein weiteres Mal zum Bürgermeister gewählt wurde. Nach einer Audienz beim Kaiser am 27. April verzichtete Lueger zunächst auf das Amt und der anschließend am 6. Mai gewählte Josef Strobach wurde vom Kaiser bestätigt. Lueger fand als Vizebürgermeister Zustimmung, galt jedoch gemeinhin als der eigentliche politische Entscheidungsträger.
Am 8. April 1897 wurde Lueger erneut zum Bürgermeister gewählt. Nach einer Intervention von Papst Leo XIII. gab der Monarch am 16. April 1897 sein Einverständnis und Lueger wurde im fünften Anlauf in das Amt des Bürgermeisters berufen.

### Politik als Bürgermeister und kommunale Projekte

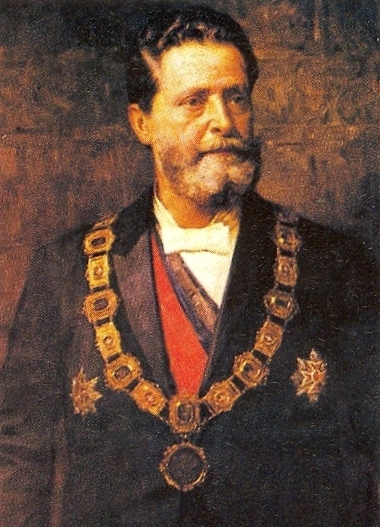
Karl Lueger mit Bürgermeisterkette (Alois Delug um 1900)

Lueger war von 1897 bis 1910 Wiener Bürgermeister. Gemeinsam mit seinen Gefolgsleuten etablierte er ein effizientes kommunales Machtsystem, das stark auf Ämterpatronage beruhte.
In seine Zeit als Bürgermeister fallen wesentliche Reformen und Bauvorhaben der Stadtverwaltung, mit denen Wien auf seine geplante Funktion als europäische Metropole von etwa vier Millionen Einwohnern vorbereitet werden sollte. Seine Amtszeit ist gekennzeichnet durch zahlreiche kommunale Großprojekte, etwa die II. Wiener Hochquellenwasserleitung, der Kommunalisierung der Gas- und Elektrizitätsversorgung und der Straßenbahnen, sowie der Gründung der Zentralsparkasse, des Versorgungsheims Lainz und dem Psychiatrischen Krankenhaus am Steinhof.
Lueger hatte seine Wahlerfolge einem ungleichen Kurien- und Zensuswahlrecht zu verdanken. 1907 wurden die ersten Reichsratswahlen mit allgemeinem gleichen Männer-Wahlrecht abgehalten. Auf Wiener Gemeindeebene nachvollzogen hätte dies das Ende der Dominanz der Christlichsozialen im Wiener Gemeinderat bedeutet. Aus diesem Grund verzögerten Lueger und seine Nachfolger eine entsprechende kommunale Wahlreform bis zum Ende der Donaumonarchie. Noch vor dem Ersten Weltkrieg errang die von Lueger stets erbittert bekämpfte Sozialdemokratie die absolute Mehrheit der Stimmen in Wien, blieb aber aus Gründen des Wahlrechts bis 1919 von der kommunalen Regierungsverantwortung ausgeschlossen.

### Krankheit, Tod und Begräbnis

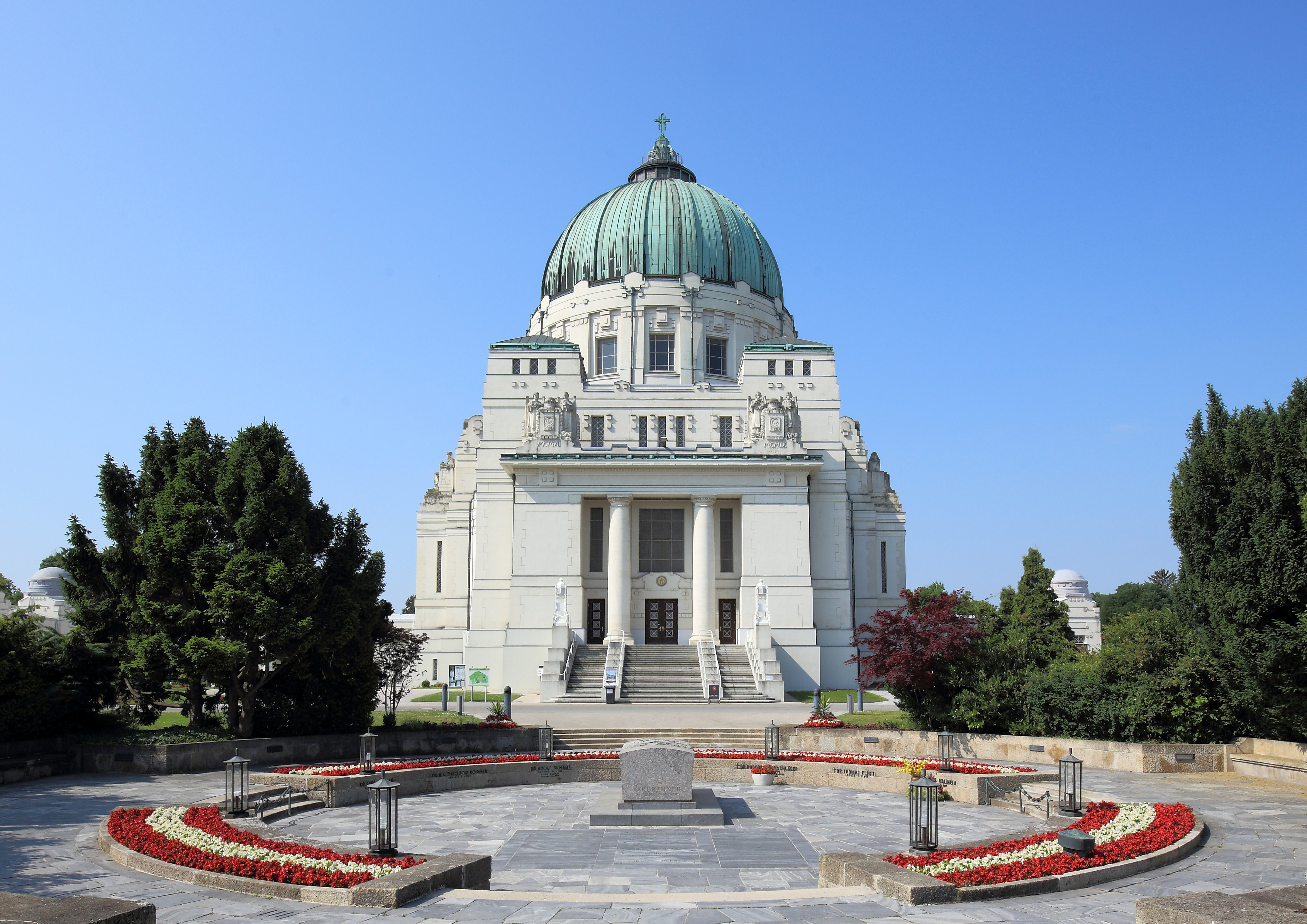
Wien, Friedhofskirche zum heiligen Karl Borromäus (Dr.-Karl-Lueger-Gedächtniskirche)

Lueger verstarb im Amt an den Folgen seiner Zuckerkrankheit. Hunderttausende nahmen an dem Trauerzug teil. Lueger liegt in der Kirchengruft 6, der sogenannten „Bürgermeistergruft“, der in seiner Amtszeit geplanten Dr.-Karl-Lueger-Gedächtniskirche (heute Friedhofskirche zum heiligen Karl Borromäus) auf dem Wiener Zentralfriedhof begraben. Die Popularität seiner Bewegung ging nach seinem Tod erheblich zurück.

## Antisemitismus als Programm

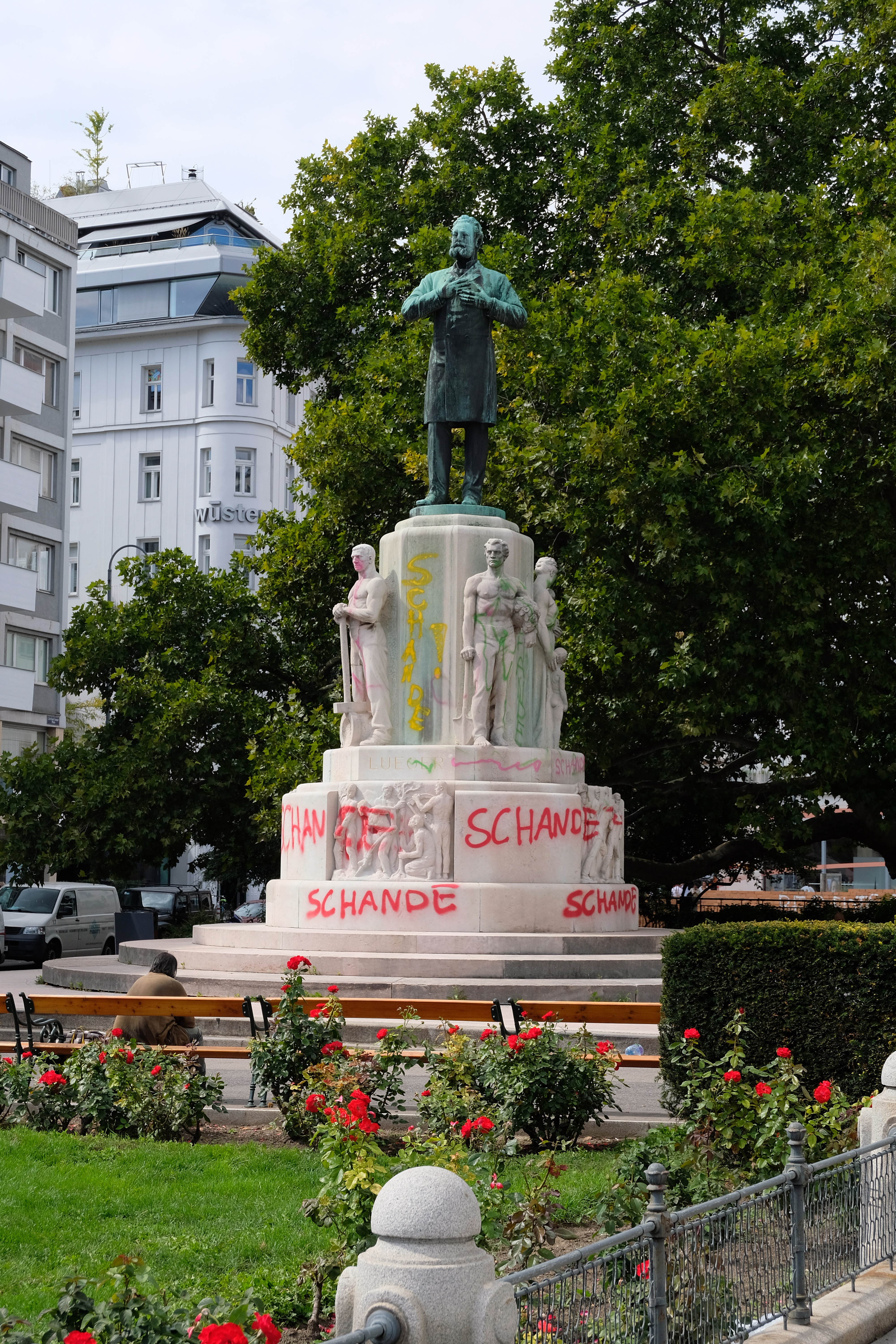
Rote Graffiti „Schande“ auf dem Denkmal am Dr.-Karl-Lueger-Platz in Anspielung auf die antisemitische Haltung Luegers, Sept. 2020

Lueger bekannte sich ab 1887 öffentlich zum Antisemitismus und tat sich häufig mit einer rabiaten antisemitischen Rhetorik hervor. Im gleichen Jahr unterstützte er Georg von Schönerers Bemühungen zur Beschränkung der jüdischen Zuwanderung. Er setzte sich dafür ein, die Emanzipation von 1867 rückgängig zu machen und forderte „zwischen allen arisch-christlichen Nationen eine Verständigung herbeizuführen, um im Reichsrate eine Majorität zustande zu bringen, damit Gesetze zur Aufhebung der Gleichberechtigung der Juden, zu Konfiskation der Judengüter und Austreibung der Juden zustande kommen.“ Während seiner Amtszeit setzte er einen Beförderungsstopp für jüdische Beamte durch und rief zum Boykott jüdischer Geschäfte auf.
Luegers antisemitische Rhetorik schreckte auch vor Morddrohungen nicht zurück. So sagte er der Antisemitismus werde erst zugrunde gehen „wenn der letzte Jude zugrunde gegangen ist“ und drohte: „Wir in Wien sind Antisemiten, aber zu Mord und Totschlag sind wir gewiss nicht geschaffen. Wenn aber die Juden unser Vaterland bedrohen sollten, dann werden auch wir keine Gnade kennen.“ Bei einer Rede eines Gegners von Luegers antisemitischer Politik, der an den Ausspruch Luegers erinnerte, dass es ihm gleichgültig sei „ob man die Juden henkt oder schießt“, korrigierte Lueger mit einem Zwischenruf: „Köpft, habe ich gesagt!“ Zu anderer Gelegenheit spekulierte Lueger, dass bei einer kommenden Revolution nicht arme Mönche erschossen werden würden, sondern, dass es „anderen Personen unangenehm würde“, wenn eine solche Revolution ausbräche. Dabei unterstellte er Juden „fanatischen Hass“, „unersättliche Rachsucht“ und sagte mit Blick auf die Juden: „Da sind Wölfe, Löwen, Panther, Leoparden, Tiger Menschen, gegenüber diesen Raubtieren in Menschengestalt.“
Lueger verbreitete die Ritualmordlegende: „Es kommt vor dass die Juden Blut entgegen ihrem Verbote gebraucht, beziehungsweise sich mit Blut befleckt haben. Was früher geschah, kann das auch nicht jetzt geschehen?“, warf der katholischen Kirche vor, sich gegenüber dem „Gottesmördervolk“ zu zahm zu verhalten und fordert sie auf, das christliche Volk „von den schmachvollen Fesseln der Judenknechtschaft“ zu befreien. Weiters sagte er: „Wir wehren uns dagegen, daß die Christen unterdrückt werden und an die Stelle des alten christlichen Reiches Österreich ein neues Palästina tritt“ und agitierte mit der Parole „Groß-Wien darf nicht Groß-Jerusalem werden“.
Lueger bediente Verschwörungstheorien von jüdischer Macht und jüdischem Einfluss, hetzte gegen „Geldjuden“, „Börsejuden“ aber auch gegen „Betteljuden“, und verunglimpfte die Presse als „Pressejuden“ und „Tintenjuden“. Er sagte: „Der Einfluß auf die Massen ist bei uns in den Händen der Juden, der größte Theil der Presse ist in ihren Händen, der weitaus größte Theil des Capitals und speciell des Großkapitals ist in Judenhänden und die Juden üben hier einen Terrorismus aus, wie er ärger nicht gedacht werden kann. Es handelt sich uns darum in Österreich vor allem um die Befreiung des christlichen Volkes aus der Vorherrschaft des Judenthums.“ Überhaupt identifizierte Lueger alles was ihm nicht gefiel mit „den Juden“, darunter die moderne Kunst, die Frauenemanzipation und die Sozialdemokratie.
1901 zeigte der Advokat und Schriftsteller Adolf von Ofenheim Lueger wegen antisemitischer Äußerungen an.

## Rezeption

### Zu Lebzeiten

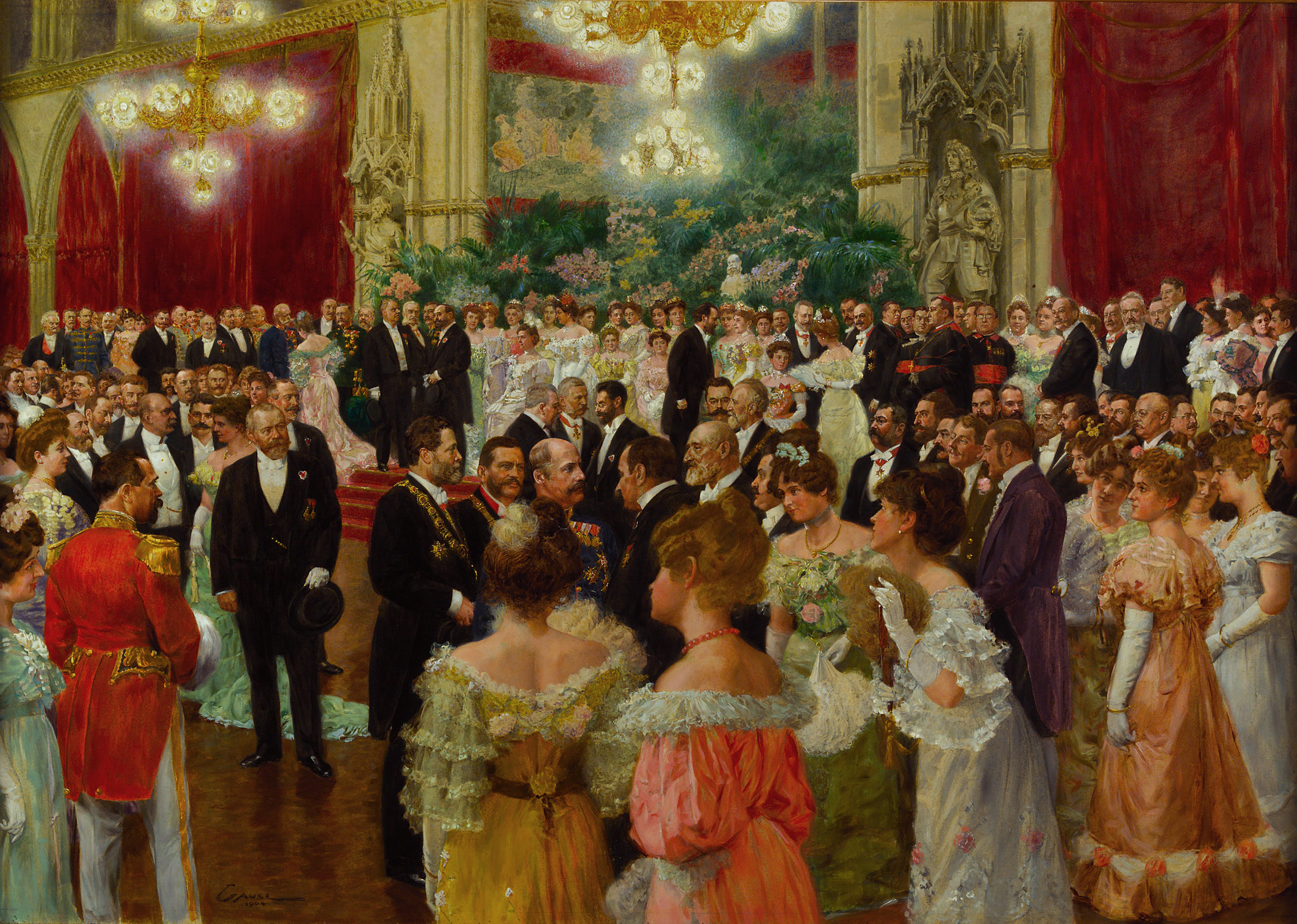
Ball im Wiener Rathaus mit Bürgermeister Karl Lueger (Gemälde von Wilhelm Gause, 1904)

Karl Lueger selbst betrieb schon zu Lebzeiten, als eine der signifikantesten politischen Figuren in der Zeit der Entstehung der Massenparteien, Legendenbildung und einen Kult um seine Person, der damals innovativ war.
Von Lueger gibt es zahlreiche Porträts, etwa von Wilhelm Gause, es gab auch Ansichtskarten, Karikaturen, Reliefs und vieles mehr. Sein Name und sein Konterfei wurden auch über Pfeifen, Spazierstöcke, Gläser und Münzen in der Bevölkerung verbreitet. Hüte wurden als „Lueger-Hüte“ vermarktet und Brot wurde als „Lueger-Brot“ verkauft. Lueger wurde sogar auf Altarbildern verewigt, meist vom Maler Hans Zatzka, dessen Bruder Ludwig Zatzka Stadtbaumeister im Kabinett Luegers war, etwa in den Kirchen in Lainz und in Hietzing. Die Dr.-Karl-Lueger-Gedächtniskirche (Karl-Borromäus-Kirche) am Wiener Zentralfriedhof wurde 1908–1911 von Max Hegele erbaut. Auf der Wandmalerei Das jüngste Gericht (auch von Hans Zatzka) ist Lueger im Totenhemd dargestellt. Für Lueger, der auch „Herrgott von Wien“ genannt wurde, verbreiteten Flugblätter 1896 ein Glaubensbekenntnis, das mit den Worten Ich glaube an Dr. Lueger, Schöpfer des christlichen Wiens beginnt, und ein Lueger-Vaterunser: Vater Lueger, der du wohnst in Wien, gelobet sei dein Name, beschütze unser christliches Volk (...) sondern erlöse uns von dem Juden-Übel. Amen.
Lueger blieb unverheiratet, galt aber nicht zuletzt deswegen – seiner anti-feministischen Haltung zum Trotz – als Schwarm vieler Frauen. Die Illusion der „Verfügbarkeit“, kultivierte Lueger auch durch die Geheimhaltung seiner romantischen Beziehungen. Bei Wahlkampfveranstaltungen wurden sogenannte „Lueger-Teller“ als Unterlage für Würstel mit Senf ausgeteilt, die dem Esser durch das Porträt Luegers nach dem Verzehr am Teller anzeigten, wem sie das Essen verdankten. Es wurden mehrere Lueger-Märsche komponiert und zu Lueger-Feiern aufgeführt. Lueger war schon zu Lebzeiten das Sujet literarischer Werke, etwa von Andreas Eckhart und Karl Conte Scapinelli.
Luegers Name prägte und prägt auch den öffentlichen Raum in Wien, etwa durch Denkmäler und Büsten sowie zahlreiche Tafeln an Gebäuden mit der Inschrift „Errichtet unter Bürgermeister Karl Lueger“. 1907 erfolgte Umbenennung des Rathausplatzes in Karl-Lueger-Platz.
Édouard Drumont, einer der Väter des modernen Antisemitismus als Welterklärungsmodell und einer der Hauptvertreter des Antisemitismus in Frankreich, führte Lueger als Impulsgeber an.

### 1910 bis 1933
Der Nimbus und die Popularität des „schönen Karl“, auch nach seinem Tod, spiegeln sich beispielhaft im so genannten „Lueger-Lied“ wider („Der Doktor Lueger hat mir einmal die Hand gereicht“), einem Chanson aus der Operette „Essig und Öl“ von Robert Katscher (1932), das in der Interpretation von Hans Moser berühmt wurde. Bezeichnenderweise wird der Sänger, ein alter Lebensmittelhändler (Greißler), dabei vom Bürgermeister als „Steuerträger“ angesprochen, zählt also zu den vom Zensuswahlrecht Privilegierten.
1926 wurde auf dem dafür so benannten Dr.-Karl-Lueger-Platz das von tausenden privaten Spendern finanzierte Lueger-Denkmal von Josef Müllner aufgestellt.

### Im Austrofaschismus

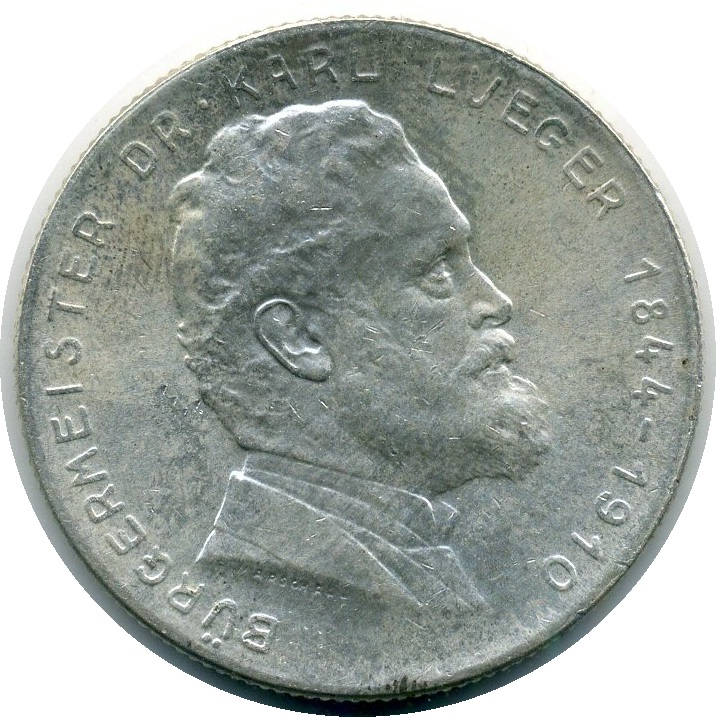
2-Schilling-Münze von 1935

Karl Lueger war eine wichtige Identifikationsfigur für die Austrofaschisten. In den Jahren 1933 bis 1938 fanden am Lueger-Ehrenmal sowohl zu seinem Geburts-, als auch zu seinem Todestag festliche Kranzniederlegungen statt sowie Festgottesdienste in der Votivkirche im Beisein von Regierungsmitgliedern statt.
Das Mammutdrama „Lueger, der große Österreicher“ von Hans Naderer wurde 1934 als am Wiener Volkstheater aufgeführt und auf Wunsch von Bundeskanzler Kurt Schuschnigg und Kardinal Innitzer in einer groß angelegten Werbekampagne propagiert.
Ebenfalls 1934 wurde der Abschnitt der Wiener Ringstraße zwischen Stadiongasse und Schottengasse in von der Ring des 12. November in Dr.-Karl-Lueger-Ring umbenannt. 1935 wurde eine Doppelschillingmünze mit dem Porträt Luegers ausgegeben. 1936 wurde an seinem Geburtshaus eine Gedenktafel angebracht. 1938 eröffnete eine Lueger-Ausstellung im Rathaus.

### Im Nationalsozialismus

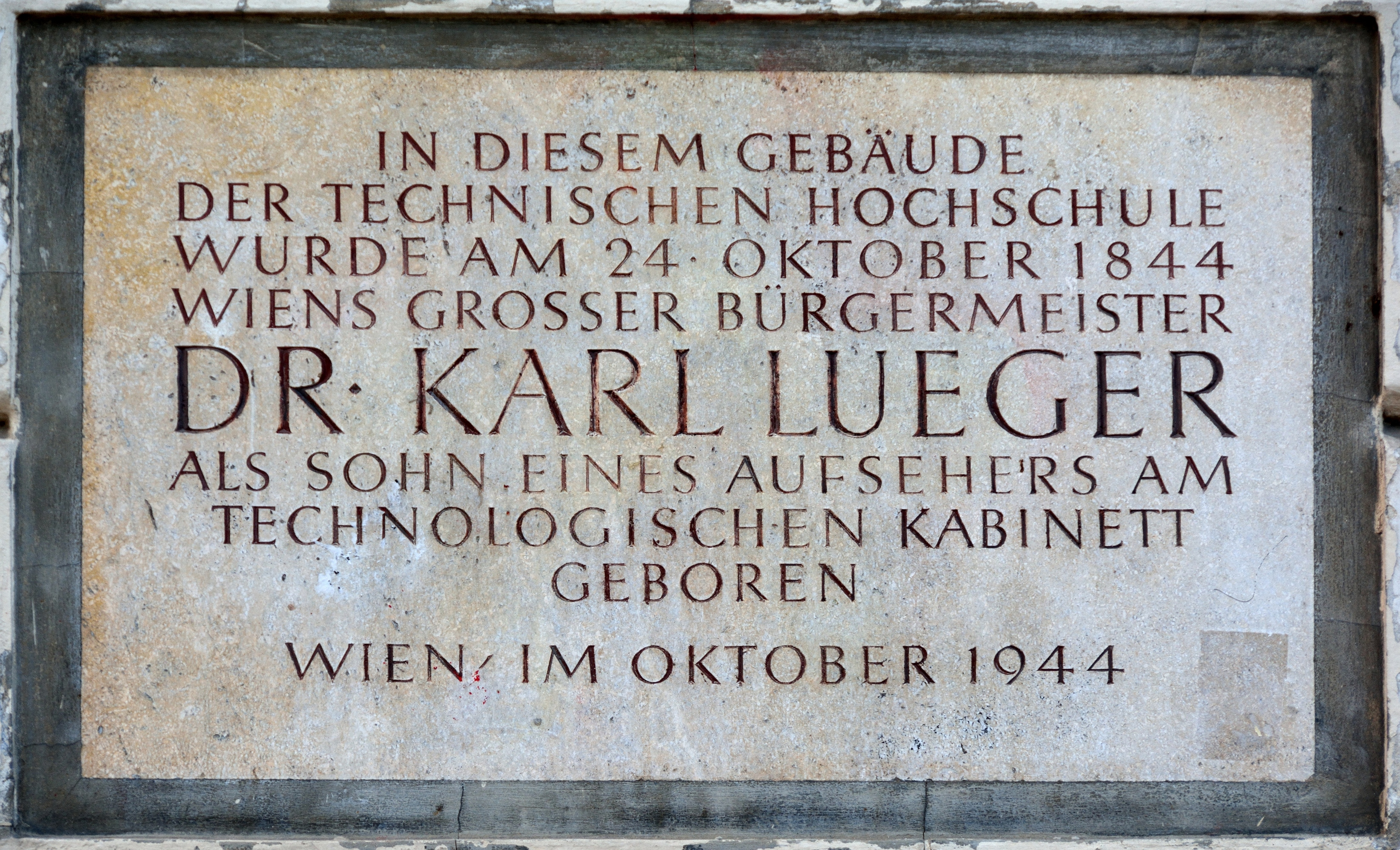
Ehemalige Gedenktafel an der Geburtsstätte von Karl Lueger. Ansicht aus dem Jahr 2014. Bei Renovierungsarbeiten im Herbst 2015 versehentlich übermalt

Karl Lueger war für Adolf Hitler eine prägende Figur. Er gilt neben Karl Hermann Wolf und Georg von Schönerer als einer der Politiker, von denen sich der junge Hitler das politische Handwerk abgeschaut hat. In seinen Wiener Jahren beobachtete Hitler Lueger und nahm sich insbesondere seine Demagogie zum Vorbild, während Luegers Antisemitismus ihm nicht weit genug ging. Auch Luegers Einbindung der mächtigen Institution der Kirche, die mehr auf Darstellung und Projektion beruhte als auf Glauben, beschäftigte den Atheisten Hitler.
Hitler selbst schrieb über Lueger:

„Jedenfalls lernte ich langsam den Mann und die Bewegung kennen, die damals Wiens Schicksal bestimmten: Dr. Karl Lueger und die christlich-soziale Partei. Als ich nach Wien kam, stand ich beiden feindselig gegenüber. Der Mann und die Bewegung galten in meinen Augen als ‚reaktionär‘. Das gewöhnliche Gerechtigkeitsgefühl aber mußte dieses Urteil in eben dem Maße abändern, in dem ich Gelegenheit erhielt, Mann und Werk kennenzulernen; und langsam wuchs die gerechte Beurteilung zur unverhohlenen Bewunderung. Heute sehe ich in dem Manne mehr noch als früher den gewaltigsten deutschen Bürgermeister aller Zeiten.“

1943 wurde der in den Wiener Rosenhügelstudios gedrehte NS-Propagandafilm „Wien 1910“ (Karl Lueger, Bürgermeister von Wien) unter der Regie von E. W. Emo mit Rudolf Forster (Lueger), Heinrich George (Georg Ritter von Schönerer), Rosa Albach-Retty, Lil Dagover und O. W. Fischer uraufgeführt, in der Lueger als Hitler-Vorläufer verklärt wird. Eine Wiederaufführung des Films in den 1970er Jahren im Wiener Bellaria-Kino führte zu heftigen Protesten.
1944 brachten die Nationalsozialisten an der TU-Wien eine Gedenktafel für Karl Lueger an.
Heinrich Mann urteilte in seinen Memoiren: „Der Antisemitismus, dieser steckengebliebene Sozialismus des ‚dummen Kerls von Wien‘, wie man zur Zeit des Bürgermeisters Lueger sagte, ist endlich doch die ganze – die ganze – geistige Grundlage einer versuchten Welteroberung geworden.“

### Nach 1945
In der zweiten Hälfte des 20. Jahrhunderts genoss Karl Lueger zwar nicht mehr den Kultstatus, den er im Austrofaschismus und im NS-Regime innehatte, doch zeigt beispielsweise die Benennung der Dr.-Karl-Lueger-Brücke in Wien, dass seine Person und seine öffentlichen Ehrungen, beziehungsweise die von ihm vertretenen Anschauungen, nicht problematisiert wurden. Das änderte sich ab dem Jahr 2000, angestoßen durch Eric Kandel. 2012 wurde der nach Lueger benannte Ring-Abschnitt in Universitätsring umbenannt. 2009 veranstaltete die Universität für Angewandte Kunst Wien einen inoffiziellen Wettbewerb um Ideen für die Umgestaltung des Lueger-Ehrenmals zu sammeln. Seither werden die Stimmen für eine Entfernung des Ehrenmals vom Dr.-Karl-Lueger-Platz und eine Umbenennung des Platzes immer lauter.

## Ehrungen

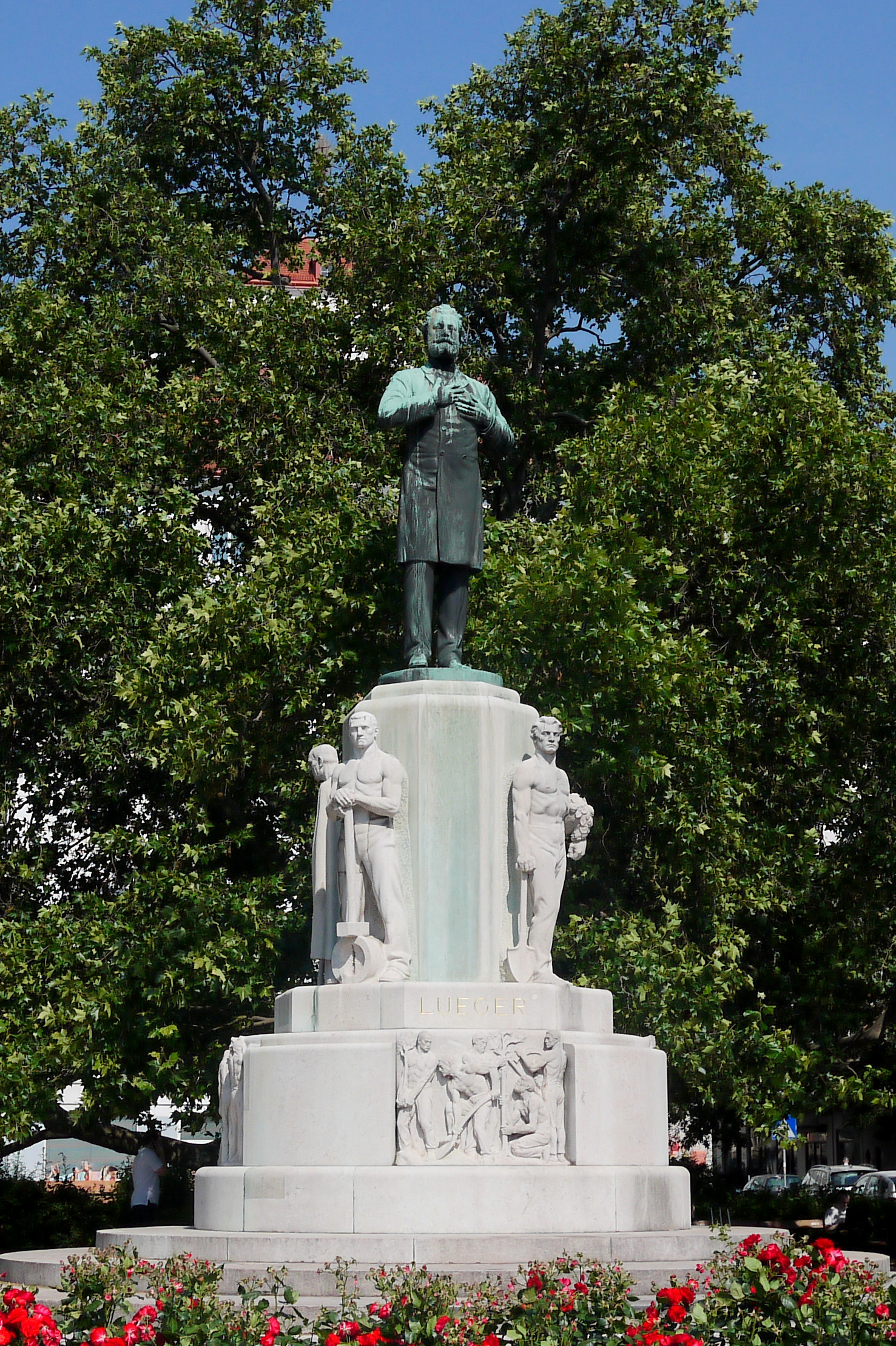
Lueger-Ehrenmal auf dem Dr.-Karl-Lueger-Platz, Wien

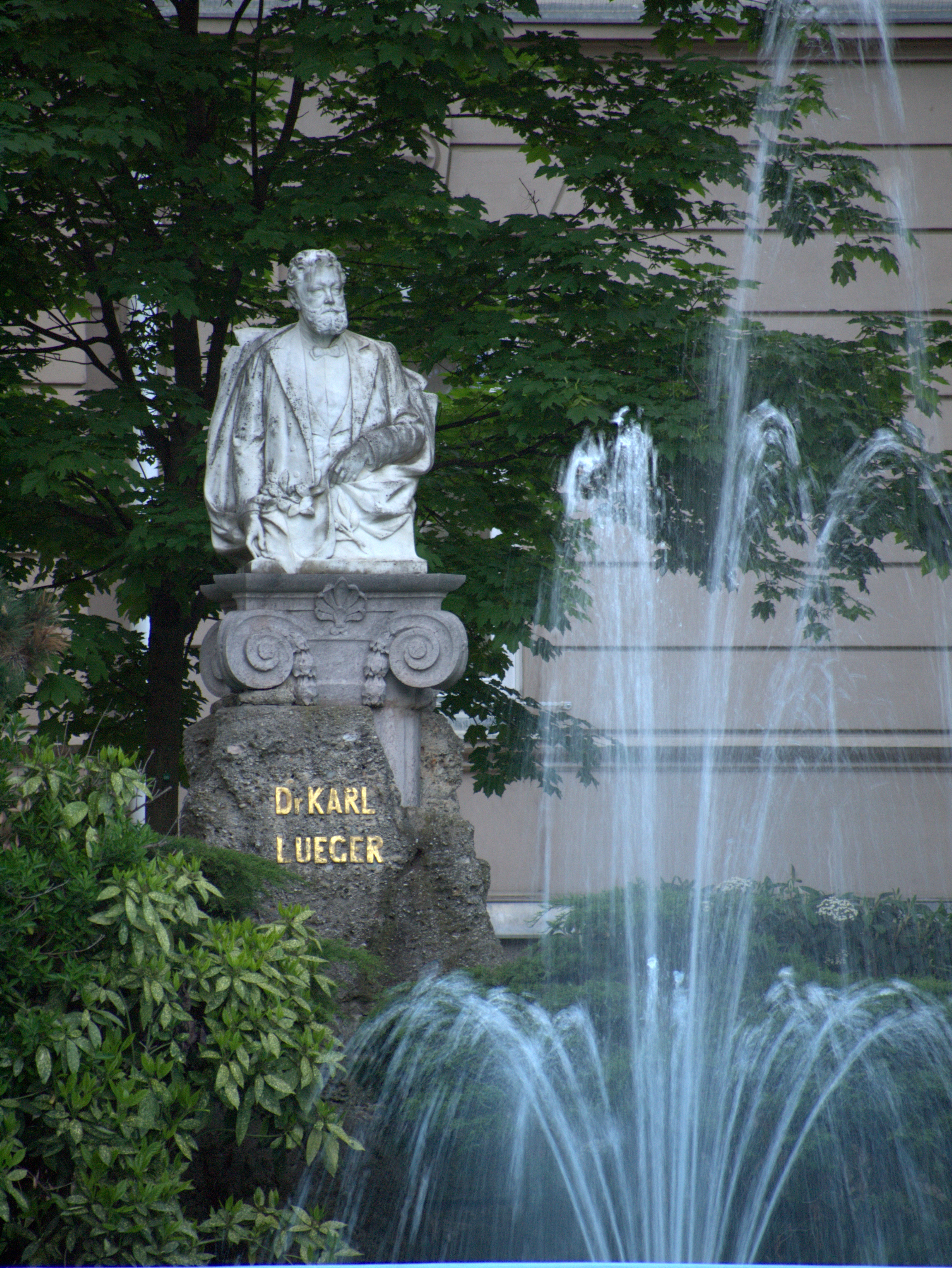
Lueger-Denkmal auf dem Gelände des Krankenhaus Lainz, Wien

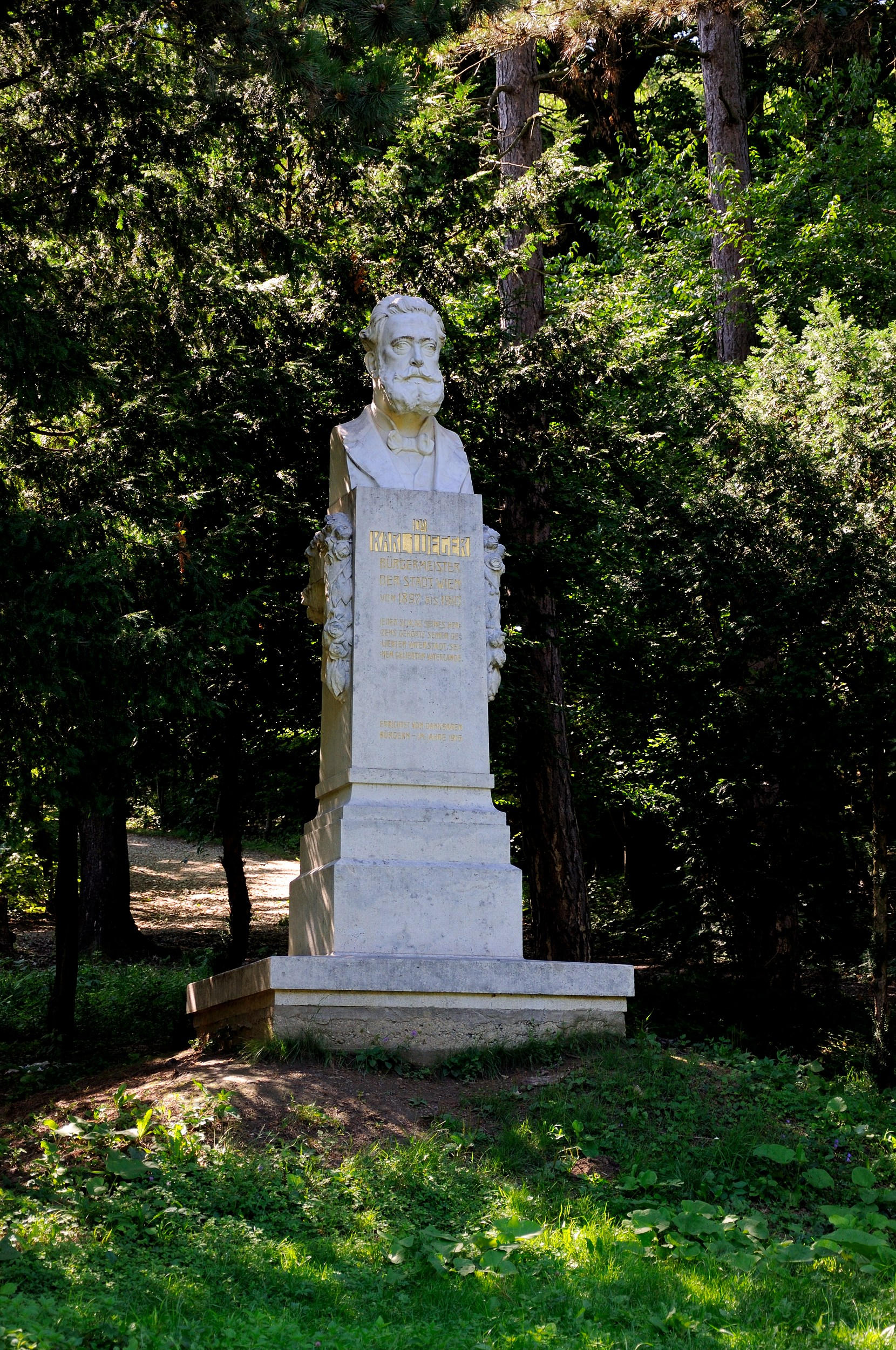
Lueger-Denkmal auf dem Cobenzl, Wien

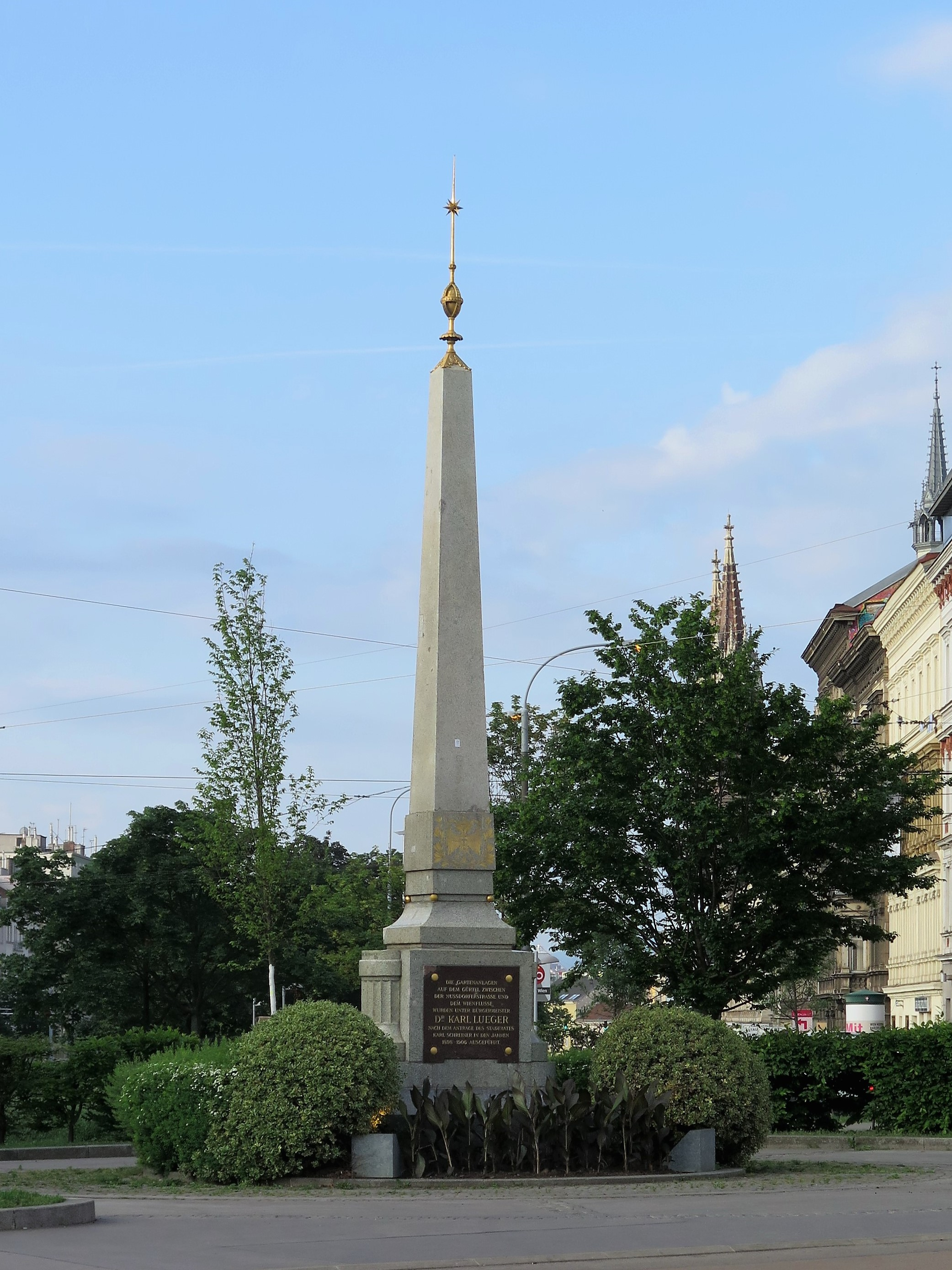
Leuchtobelisk am Mariahilfer Gürtel, Wien

### Orden
- Großkreuz des Franz-Joseph-Ordens[33]
- Großkreuz des Gregoriusordens[33]
- Großkreuz des Ordens de Isabel la Católica[33]
- Großkreuz des Ordens der Krone von Rumänien[34]
- Großkreuz des Nordstern-Ordens[34]
- Träger des Königlichen Kronen Ordens I. Klasse[34]
- Großoffizier des Leopoldsordens[33]
- Großkordon des  Mecidiye-Ordens[33]
- Kommandeur der Ehrenlegion[33]
- Commander der Royal Victorian Order
- Komtur des Albrechts-Ordens[33]
- Komtur des Sonnen- und Löwenordens[33]
- Ritter II. Klasse mit Stern des Sankt-Stanislaus-Ordens[33]

### Ehrungen
- k.k. Geheimer Rat und Titel Exzellenz[33] (verliehen 1908)
- Ehrenkreuz Pro Ecclesia et Pontifice[33]
- Karl I.-Jubiläums-Medaille[33]
- Ehrenbürgerschaft von Wien[33] (verliehen 1900)
- Ehrenbürgerschaft von Bukarest[35]
- Ehrenbürgerschaft von Neustadtl (verliehen 1909)[36]
- Ehrenmitgliedschaft KaV Norica Wien (verliehen 1900)[2]
- Ehrenmitgliedschaft KÖStV Rudolfina Wien[2]
- Ehrenmitgliedschaft AV Austria Innsbruck (verliehen 1907)[2]
- Ehrenmitgliedschaft KaV Marco-Danubia Wien[2]

### Denkmäler
- Wien: Leuchtobelisk am Mariahilfer Gürtel (errichtet 1906)
- Wien: Lueger-Denkmal auf dem Gelände des Krankenhaus Lainz (errichtet 1906)
- Wien: Lueger-Herme am Cobenzl (errichtet 1915) mit der Widmung: „Dr Karl Lueger Bürgermeister der Stadt Wien von 1897 bis 1910 // Jeder Schlag seines Herzens gehörte seiner geliebten Vaterstadt, seinem geliebten Vaterlande // Errichtet von dankbaren Bürgern im Jahre 1915“
- Wien: Lueger-Ehrenmal am Dr.-Karl-Lueger-Platz (errichtet 1926)

### Bauten
- Wien: Lueger-Hof (benannt 1896)
- Wien: Luegerbrunnen am Siebenbrunnenplatz (errichtet 1904) mit der Widmung: „Errichtet anlässlich der Vollendung des 60. Lebensjahres des verdienstvollen Bürgermeisters Dr. Karl. Lueger“
- Wien: Karl-Borromäus-Brunnen (errichtet 1904–1909) mit der Widmung: „Der Bezirk Landstrasse dem grossen Volksbürgermeister Dr. Karl Lueger // Errichtet an dessen politischer Wiegestätte zur bleibenden Erinnerung an seinem 60. Geburtstag, den 24. Oct. 1904 // Unvergänglich ist sein Ruhm unvergleichlich die Fülle seiner Liebe zu seiner Vaterstadt“
- Rovinj: Dr. Karl Lueger Warte (errichtet 1908)
- Wien: Rolandbrunnen (errichtet 1913)
- Neustadtl: Lueger-Kapelle (errichtet 1938)

### Gedenktafeln
- Wien: Gedenktafel Ort Luegers letzter öffentlicher Rede, Penzinger Straße 72 (errichtet 1911) mit der Widmung „In diesem Hause sprach der grosse Volksbürgermeister Excellenz Dr. Karl Lueger am 18. Oct. 1909 zum letzten Male in einer öffentl. Wählerversammlung“
- Wien: Gedenktafel Lueger-Wohnhaus, Hamburgerstraße 9 (errichtet 1936) mit der Widmung: In diesem Hause wohnte Dr. Karl Lueger in den Jahren 1892–1897 als der Plan zur Erbauung der Städtischen Gaswerke ausgearbeitet und mit seiner Durchführung begonnen wurde // Die Gemeinde Wien, Städtische Gaswerke"
- Wien: Gedenktafel Lueger-Geburtshaus, Karlsplatz 13, am westlichen Teil des Haupthauses der Technischen Universität, (errichtet 1944) mit der Widmung: „In diesem Gebäude der technischen Hochschule wurde am 24. Oktober 1844 Wiens grosser Bürgermeister Dr. Karl Lueger als Sohn eines Aufsehers am technologischen Kabinett geboren // Wien, im Oktober 1944“

### Flächen
- Eggenburg: Luegerring
- Feldkirch: Luegerstraße (benannt 1910)
- Fischbach: Luegerweg
- Gasen: Luegerweg
- Graz: Doktor-Karl-Lueger-Straße
- Klagenfurt: Luegerstraße
- Mariazell: Doktor-Karl-Lueger-Gasse
- Neubruck: Luegerbrücke (größtes Aquädukt der II. Wiener Hochquellenleitung)
- Ober-Grafendorf: Lueger-Park
- Sankt Gilgen: Luegerstraße
- Sankt Gilgen: Lueger-Waldweg
- Strasshof an der Nordbahn: Dr.-Lueger-Platz
- Wien: Dr.-Karl-Lueger-Platz (benannt 1926)
- Wien: Dr. Karl-Lueger-Brücke (errichtet 1955)

### Münzen
- Zwei-Schilling-Münze (1935), zum 25. Todestag[37]

### Entzogene Ehrungen
- Wien: Dr.-Karl-Lueger-Platz (1907–1926), heute Rathausplatz, wurde im Zuge der Benennung des heutigen Dr.-Karl-Lueger-Platzes rückbenannt
- Wien: Dr. Karl Lueger-Gedächtniskirche (1910–2000) seither offiziell „Zum Heiligen Karl Borromäus“, volkstümlich weiterhin als „Luegerkirche“ bekannt; die Lueger im Totenhemd darstellende Wandmalerei „Das jüngste Gericht“ von Hans Zatzka besteht weiterhin
- Wien: Dr.-Karl-Lueger-Ring (1934–2012); heute Universitätsring